# Dreipunktbarbe
Die Dreipunktbarbe (Enteromius trispilos, Syn.: Barbus trispilos, griech.: τρι- tri- „drei-“, σπίλος spilos „Fleck“) ist ein kleinwüchsiger Süßwasserfisch aus Westafrika. Ihr Verbreitungsgebiet umfasst die Flüsse der Küstenebene in Ghana westlich des Volta sowie von der Elfenbeinküste bis Guinea.

## Merkmale
Die Dreipunktbarbe wird 8 bis maximal 10,5 Zentimeter lang. Sie hat einen gestreckten, seitlich abgeflachten Körper, der von olivgrüner bis olivbrauner Grundfarbe ist und silbrig schimmert. Die Rückenseite ist dunkler, die Bauchseite gelblich oder zart rötlich. An den Körperseiten finden sich drei runde tiefschwarze Flecken, der erste auf der siebten und achten Schuppe der mittleren Längsreihe, der zweite unterhalb des hinteren Endes der Rückenflosse und der dritte auf dem Schwanzflossenstiel. Die Schuppen entlang der vollständigen Seitenlinie haben einen braunen Fleck an der Basis. Die Flossen sind zart goldgelb oder (seltener) rötlich. Weibchen sind kräftig gebaut, ihre Flossen gelb. Männchen sind deutlich schlanker, ihre Flossen rötlich. Der Kopf ist zugespitzt, die Poren des Seitenliniensystems auf dem Kopf sind deutlich sichtbar. Dreipunktbarben haben zwei Bartelpaare, das vorn liegende reicht bis zur hinteren Augenhälfte, das hintere reicht bis hinter das Auge.
- Flossenformel: Dorsale 3/8, Anale 3/5, Pectorale 15–16.
- Schuppenformel: mLR 25–28.

Die ähnliche westafrikanische Barbenart Enteromius anniae hat einen massigeren Kopf, eine längere Rückenflosse und kleinere Flecken auf den Körperseiten, Enteromius tiekoroi einen längeren Kopf, eine kürzere Rückenflosse und farbige Flossen. Die sympatrisch mit der Dreipunktbarbe lebende Enteromius traorei hat kürzere Barteln und nur 3,5 Schuppenreihen unterhalb der Seitenlinie.
Die Dreipunktbarbe ist anpassungsfähig und lebt sowohl in ruhigen als auch in schnell fließenden Gewässern.